# Acalypha alopecuroidea
Acalypha alopecuroidea é uma espécie de flor do gênero Acalypha, pertencente à família Euphorbiaceae.